# Azrieli Group
Azrieli Group (hebrejsky: קבוצת עזריאלי, Kvucat Azri'eli, zkratka AZRG) je izraelská firma.

## Popis
Jde o firmu zaměřující se na realitní trh a stavební průmysl. Tvoří ji skupina několika firem, které například ovládají nákupní střediska či kancelářské komplexy. Patří sem i společnost Granite HaCarmel. Drží 20% podíl ve firmě zajišťující kreditní karty Leumi Card a 4,8% podíl v Bance Le'umi. Firmu založil a řídí David Azri'eli, který v ní drží podíl 73,66 %. Výkonným ředitelem je Šlomo Šerf. Firma je od roku 2010 obchodována na Telavivské burze cenných papírů a je zařazena do indexu TA-25. Azrieli Group v Izraeli vlastní jedenáct nákupních středisek (Ayalon Mall, Negev Mall, Jerusalem Mall, Holon Mall, Hod Hasharon Mall, Herzliya Outlet, Azrieli Mall, Modi'in Mall, Or Yehuda Outlet, Givatayim Mall a Haifa Mall). Patří ji rovněž největší nemovitostní komplex v Izraeli, mrakodrap Azrieli Center.
Firma byla založena roku 1983. Podle dat z roku 2010 byla Azrieli Group největším podnikem v sektoru holdingových a investičních společností v Izraeli podle vlastního kapitálu, který roku 2010 dosáhl 7,314 miliardy šekelů.